# 봉고 (동물)
봉고(Bongo)는 아프리카에 서식하는 영양의 일종이며 학명은 Tragelaphus euryceros이다. 갈색 또는 암갈색 바탕에 흰 줄무늬가 있는 것이 특징이다. 아프리카산림영양이라고도 한다. 기아자동차의 봉고 시리즈는 이 동물에서 이름을 따왔다.
천적은 표범이다.

## 분포
봉고는 케냐에 있는 국립공원과 중앙아프리카고지에서 서아프리카까지 넓게 분포한다.

## 특징
봉고는 다른 영양과 같이 뿔이 있다. 수컷은 뿔이 뒤쪽으로 뻗쳐 나고, 암컷은 나선형으로 나온다. 봉고는 양성 모두 유일하게 뿔이 있는 영양이다.세계적으로 진귀한 동물로, 삼림에 사는 영양 가운데 가장 몸집이 크다. 전체적으로 묵직하게 생겼으며, 몸통은 굵고, 귀가 크다. 늪영양, 니알라영양과는 공존하는 관계이다.

## 그림

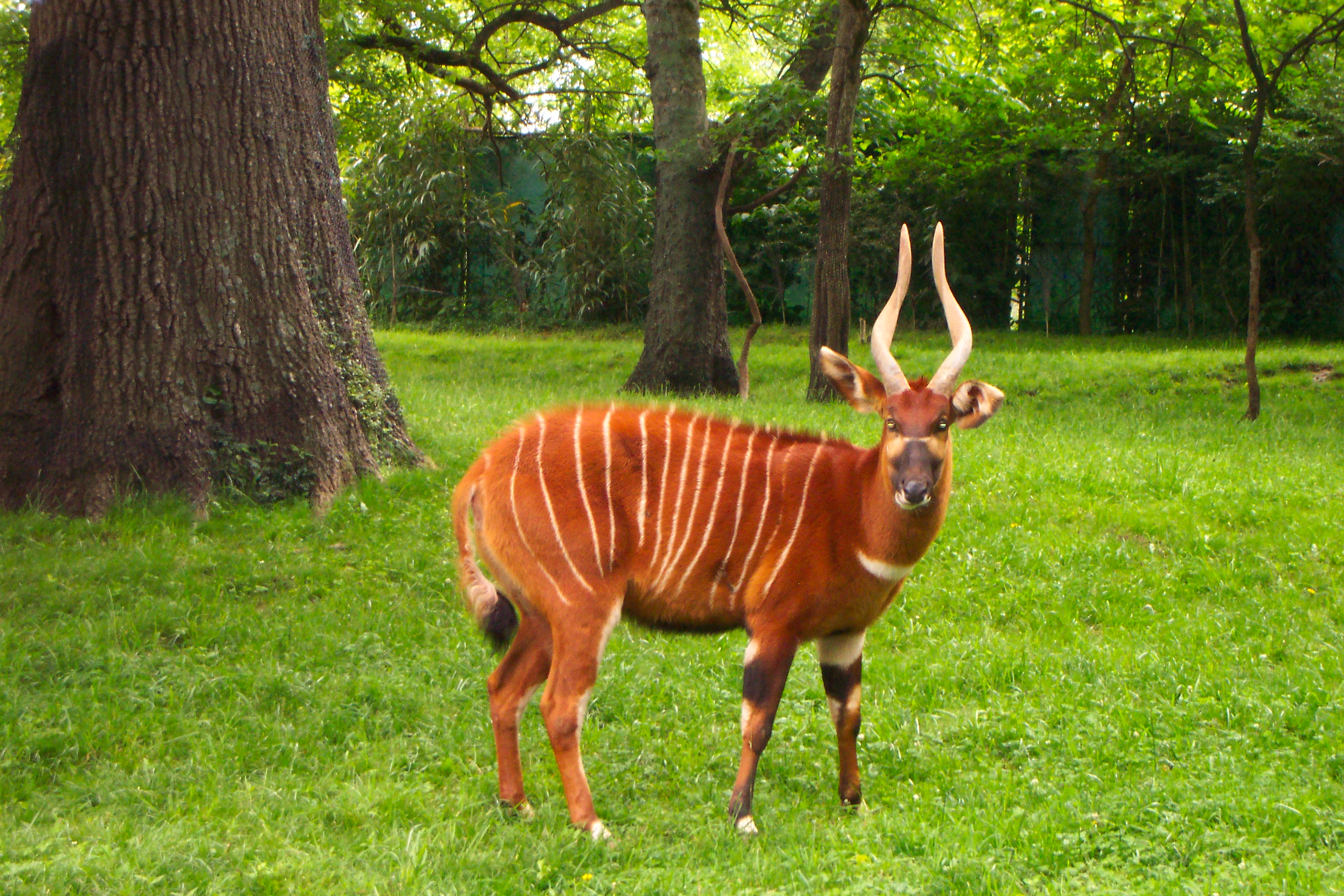
Tragelaphus eurycerus isaaci나슈비유 동물원에서 촬영된 봉고.